# TARGET2
TARGET(Trans-European Automated Real-time Gross Settlement Express Transfer System)은 유럽연합 내 국가들이 실시간으로 지불 체계를 갖는 것을 지칭하는 것이다. 16개국의 즉시총액결제시스템(Real Time Gross Settlement)을 포함했으며 유럽 중앙은행의 지불 방식에 부합하는 것이었다. 2007년 11월 TARGET2로 대체됐다.
TARGET은 엄격히 말해서 자금 거래 체계 자체는 아니다. 자금 이동이 시스템을 직접 통하는 것이 아니라 단순히 국가간 연결하기 때문이다. 따라서 TARGET이 내부 연결 고리가 되어 각국의 시스템이 소통할 수 있도록 돕는 것을 말한다.
대개는 은행간 개별 지불거래에 사용되지만 회사나 개인간 거래에도 적용된다.

## 가입국
2006년 11월 기준 유럽연합 15개국과 유럽중앙은행, 폴란드, 슬로베니아, 에스토니아가 TARGET에 참여하게 됐다. 폴란드와 에스토니아는 이탈리아의 New BIREL로 간접 연결돼 있으며 20개의 슬로베니아 은행은 RTGSplus system로 불리는 독일계 체계와 연결된다.

## 규모
2006년 6월 기준 7백만 개 이상의 거래 내역이 있었으며 총 거래액은 47조 유로에 달했다.

## 휴일
TARGET 시스템은 토, 일요일 및 공휴일에 작동하지 않는다. 크리스마스의 경우 첫 번째와 두 번째날 가동되지 않는다.

## 같이 보기
- SWIFT
- 유럽 중앙은행